# Biervliet
Biervliet es una localidad del municipio de Terneuzen, en la provincia de Zelanda (Países Bajos). Está situada a unos 16 km al sur de Flesinga. Hasta 1970 contaba con municipio propio.
Originalmente era un pueblo pesquero, que recibió privilegios como asentamiento ya en 1183. La iglesia local, perteneciente a la Iglesia reformada neerlandesa, mantiene unas vidrieras intactas colocadas entre 1660 y 1661.
- Datos: Q2412352
- Multimedia: Biervliet / Q2412352